# Taormina
Taormina (italijanska izgovorjava: [a.orˈmiːna]; siciljansko Taurmina; latinsko Tauromenium; grško Ταυρομένιον, latinizirano: Tauroménion) je občina v metropolitanskem mestu Messina na vzhodni obali Sicilije v Italiji. Taormina je turistična destinacija od 19. stoletja. Njene plaže na Jonskem morju, vključno s plažo Isola Bella, so dostopne prek žičnice, zgrajenem leta 1992 in po cestah iz Messine na severu in Catanie na jugu. 26. in 27. maja 2017 je Taormina gostila 43. vrh G7.

## Zgodovina

### Antični Tauromenion
Območje okoli Taormine so naselili Sikuli še preden so Grki prispeli na sicilsko obalo leta 734 pr. n. št. Teorijo, da so Tavromenion ustanovili kolonisti iz Naxosa, potrjujejo Strabon in drugi antični pisci.  Periplus Pseudo-Scylax piše, da je bilo to grško mesto.
Zdi se, da se je novo naselje hitro povečalo in razcvetelo in je bilo očitno precejšnje mesto že v času Timoleonove odprave leta 345 pr. n. št. To je bilo prvo mesto na Siciliji, kjer je ta vojskovodja iz Korinta pristal, saj se je izognil budnosti Kartažanov, ki so varovali Mesinski preliv in prestopil neposredno iz Regiuma (sodobni Reggio di Calabria) v Tauromenium. Mesto je bilo takrat še pod vlado Andromaha, čigar blaga in pravična uprava naj bi predstavljala močan kontrast z despoti in tirani drugih sicilskih mest. Timoleona je sprejel z odprtimi rokami in mu omogočil varno počivališče, dokler mu ni bilo omogočeno, da uresniči svoje načrte v drugih delih Sicilije. Andromahu ni bil odvzet položaj moči, ko je Timoleon izgnal vse druge tirane, vendar mu je bilo dovoljeno, da ga nemoteno obdrži do svoje smrti. O Tauromeniumu nekaj časa po tem ni zabeleženo. Verjetno je prišel pod oblast Agatokla, ki je zgodovinarja Timeja poslal v izgnanstvo; nekaj časa po tem pa je bil podrejen domačemu despotu z imenom Tindarion, ki je bil sodoben s Hicetasom iz Sirakuz in Fhintiasom iz Agrigentuma. Tindarion je bil eden tistih, ki so se strinjali s povabilom Pira na Sicilijo (278 pr. n. št.), in ko je ta monarh s svojo vojsko pristal v Tauromeniumu, se mu je pridružil z vsemi silami in ga podprl pri pohodu na Sirakuze. Nekaj let kasneje ugotovimo, da je Tauromenium padel v oblast Hierona II. Sirakuškega in ga je uredil kot utrdbo v vojni proti Mamertinom. (Id. P. 497.) To je bilo tudi eno izmed mest, ki je pod njegovo oblastjo ostalo po pogodbi, ki so jo z njim sklenili Rimljani leta 263 pr. n. št.
Nobenega dvoma ni, da je Tauromenium še naprej tvoril del Sirakuškega kraljestva do Hieronove smrti in da je prešel pod vlado Rima šele, ko je celoten otok Sicilija postal rimska provinca. Od Cicera namreč izvemo, da je bil Tauromenium eno od treh mest na Siciliji, ki je uživalo privilegije civitas foederata ali zavezniškega mesta, s čimer je ohranilo nominalno neodvisnost in niti ni bilo podvrženo, kot Messina, obveznosti dobave vojnih ladij. Mesto pa je med prvo suženjsko vojno na Siciliji (134-132 pr. n. št.) utrpelo hude nesreče, saj je padlo v roke uporniškim sužnjem, ki so ga zaradi velike moči svojega položaja postavili med svoje glavne položaje in so dolgo lahko kljubovali orožju konzula Publija Rupilija. Zdržali so, dokler jih lakota ni privedla do skrajnih meja, ko je citadelo konzulu na koncu izdal eden od njihovih voditeljev po imenu Sarapion in so vse preživele pobili.
Tauromenium je imel vidno vlogo ponovno med vojnami Seksta Pompeja na Siciliji in je bil zaradi trdnosti trdnjave ena od glavnih točk položaja, ki ga je zavzel leta 36 pr. n. št. Postal je tudi prizorišče pomorske bitke med delom Oktavijanove flote, ki ji je osebno poveljeval triumvir in Pompejem, ki se je končala s porazom in skoraj popolnim uničenjem slednje.  Med sicilskimi naselji je bil, po porazu Pompeja, Tauromenium eden izmed krajev, ki jih je Avgust izbral za prejem rimske kolonije. Strabon o njem govori kot o enem od mest na vzhodni obali Sicilije, ki je v njegovem času še obstajalo, čeprav je bilo manj prebivalcev kot v Mesani kot Catanii. Tako Plinij kot Ptolemaj mu dodelita raven kolonije  in zdi se, da je bilo to eno redkih mest na Siciliji, ki je bilo v  času Rimskega cesarstva še vedno omembe vredno. Njegovo ozemlje je bilo znano po odličnosti vina , prav tako pa so pridobivali nekakšen marmor, ki je bil zelo cenjen. Juvenal prav tako govori o morju ob skalnati obali, v katerem so najbolj izbrani ciplji.
Itinerarji postavljajo Tauromenium 32 milj od Messine in enako oddaljen od Catanie. 

### Srednji vek
- Rimski odeon, ki so ga Rimljani zgradili leta 21 pr. n. št. za majhne predstave, ki jih je obiskovala lokalna rimska elita
- Stolp Palazzo Corvaja iz 13. stoletja, ki prikazuje gotski vpliv.
- Duomo iz 13. stoletja
- Casa Cipolla v Taormini iz 15. stoletja.

Po padcu Zahodnega rimskega cesarstva se je Taormina še naprej uvrščala med pomembnejša mesta na Siciliji in je bila zaradi moči svojega položaja eno zadnjih krajev, ki so ga obdržali vzhodnorimski (bizantinski) cesarji; vendar so jo Fatimidi leta 962 zasedli po obleganju 30 tednov. Taormina je bila preimenovana v Al-Mu'izziyya v čast kalifa al-Mu'izza (vladal 953-75). Muslimanska vladavina mesta je trajala do leta 1078, ko ga je zajel normanski grof Rogerij I. Sicilski. V tem času sta bili Taormina in okoliški Val Demone še vedno pretežno grško govoreča.
Po padcu Normanov in njihovih nemških (cesarskih) dedičev, Staufovcev, je Taormina sledila zgodovini Sicilije pod Anžujci in nato Aragonsko krono. Leta 1410 je sicilski parlament tu izvolil sicilskega kralja Martina II. Kasneje je bila Taormina pod španskim nadzorom in je v 17. stoletju dobila status mesta.
Leta 1675 so mesto oblegali Francozi, ki so zasedli Messino. Vojaki so opustošili mesto in uničili zgornji del srednjega stolpa, ki deli Taormino med starodavnim grško-rimskim delom in kasnejšim srednjeveškim južnim območjem.

### Sodobnost
V času rodbine Bourbonov Kraljevine Dveh Sicilij, ki je trajala do leta 1860, Taormina ni imela ustrezne vloge; vendar je bil lažji dostop dosežen, ko je bil del rta Catrabico delno odrezan in je bila ustvarjena obmorska cesta, ki ga je povezovala z Messino in Catanio. Sčasoma je dobila tudi postajo na drugi najstarejši železnici v regiji.
Popotniki, ponavadi premožni severnoevropski možje na nekakšni Grand Tour, so Taormino in zlasti njeno uničeno gledališče pripeljali do mednarodne pozornosti. Eden prvih je bil Patrick Brydone, ki je napisal Tour through Sicily and Malta, in a Series of Letters to William Beckford, Esq., of Somerly in Suffolk, objavljeni leta 1773. Kmalu zatem jo je obiskal Henry Swinburne; njegovo Travels in the two Sicilies 1777-1780 je izšlo leta 1783. Johann Wolfgang Goethe je tod potoval leta 1786, vendar je Italijansko potovanje objavil šele leta 1816.
Po združitvi Italije leta 1860 se je nemški slikar krajinar preselil v Taormino. Otto Geleng (1843-1939) je bil eden prvih umetnikov, ki je ujel lepote Sicilije, njegove razstave v Berlinu in Parizu pa so severne Evropejce zvabile, da se o tem prepričajo sami. Poročil se je z Italijanko in se naselil v Taormini ter prenovil palačo v prvi celovit hotel, ki je pozdravil te obiskovalce. V 1870-ih, ko je bil Geleng župan, se je v mestu naselil njegov rojak Wilhelm von Gloeden. Večino svoje kariere je preživel kot fotograf pokrajin in moških aktov, oba pa sta bolj opozorila na Taormino. Obstaja nekaj ugibanj, da je bilo mesto zgodnji cilj gospodov. Otok Capri je imel podoben sloves kot strpen do gejev in umetnikov.
Od 19. stoletja je Taormina postala priljubljeno turistično letovišče po vsej Evropi: med znanimi ljudmi, ki so obiskali Taormino, so Oscar Wilde, Nikolaj I. Ruski, Johann Wolfgang von Goethe, Friedrich Nietzsche (ki je tam napisal svoje delo Tako je govoril Zaratustra), Richard Wagner in mnogi drugi.
Leta 1905 je angleški umetnik Robert Hawthorn Kitson, ki je bil naslednik Kitson and Company, vendar ga je homofobija iz Britanije pregnala, zgradil hišo v Taormini. Franku Brangwynu je naročil oblikovanje fresk in pohištva za Casa Cuseni. Prispeval je tudi Alfred East. Nepremičnino, vključno z obsežnimi vrtovi, je podedovala njegova nečakinja Daphne Phelps tik po drugi svetovni vojni. Nameravala jo je prodati, vendar je na koncu ostala, pol leta pa je kot penzion vodila goste, kot so Bertrand Russell in Roald Dahl, Henry Faulkner in Tennessee Williams. Leta 1999 je napisala Hiša na Siciliji o življenju v Taormini na splošno in zlasti o Casa Cuseni.
Leta 1907 je v Taormino po naročilu stare stranke prišel angleški arhitekt C. R. Ashbee, glavni ustvarjalec gibanja Arts and Crafts. Polkovnik Shaw-Hellier mu je zadal nalogo, da oblikuje vilo San Giorgio, biografinja Fiona MacCarthy ocenjuje, da je »najbolj impresivna od preostalih zgradb Ashbeeja«;  jo vodijo kot hotel Ashbee.
V začetku 20. stoletja je mesto postalo kolonija tujih umetnikov, pisateljev in intelektualcev. Charles Webster Leadbeater, teozofski avtor, je ugotovil, da ima Taormina prava magnetna polja, da lahko Jiddu Krishnamurti razvije svoje talente, zato je mladi Krishnamurti del leta 1912 preživel v mestu. Albert Stopford je na svojem edvardijanskem vrtu gojil vrtnice; D. H. Lawrence je od leta 1920 do 1922 bival v Fontani Vecchia (napisal je številne svoje pesmi, romane, kratke zgodbe in eseje ter potopisno knjigo Morje in Sardinija.) Trideset let kasneje, od aprila 1950 do septembra 1951, je bila ista vila dom Trumanu Capoteju, ki je o svojem bivanju zapisal esej Fontana Vecchia. Kraj sta obiskala Jean Cocteau in Jean Marais. Taormina je v tem času postala »vljuden sinonim za Sodomo«, kot jo je opisal Harold Acton. Kasneje pa je Acton po drugi svetovni vojni obiskal Taormino z Evelyn Waugh in na deski, ki je oglaševala Ye Olde English Teas, vzdihnil in komentiral, da je bila Taormina »zdaj tako dolgočasna kot Bournemouth«.
Islandski pisatelj Halldór Laxness, ki je leta 1955 prejel Nobelovo nagrado za književnost, je v Taormini napisal večino svojega prvega romana Vefarinn mikli frá Kasmír ('Veliki tkalec iz Kašmirja'), ki ga je nato zelo pohvalil v svoji knjigi avtobiografskih esejev, Skáldatími ('Čas pesnika', 1963).
43. vrh G7 je potekal v mestu med 26. in 27. majem 2017.

## Znamenitosti
Današnje mesto Taormina zavzema starodavno najdišče na griču, ki tvori zadnjo štrlečo točko gorskega grebena, ki se razteza vzdolž obale od rta Pelorus do te točke. Lega starega mestnega jedra je približno 250 metrov nad morjem, medtem ko se zelo strma in skoraj izolirana skala, okronana z normanskim gradom, dviga približno 150 metrov višje. To je verjetno mesto starodavne Arx ali citadele, nedostopnega položaja, ki so ga omenjali že stari pisci. Del starodavnega obzidja je mogoče zaslediti v presledkih po celotnem predelu hriba, katerega celoten vrh je zasedlo starodavno mesto. Številni drobci starodavnih zgradb so razpršeni po celotni površini, vključno z obsežnimi vodnimi rezervoarji, grobnicami, tlaki iz ploščic itd. in ostanki prostorne zgradbe, ki jo navadno imenujejo Navmahija, vendar je njen dejanski namen težko določiti.
Staro gledališče (Teatro antico di Taormina) v Taormini je zgrajeno večinoma iz opeke in je zato verjetno rimskega datuma, čeprav sta tloris in ureditev v skladu z grškimi in ne rimskimi gledališči; od kdaj naj bi bila sedanja zgradba obnovljena na temeljih starejšega gledališča grškega obdobja, ni znano. To gledališče je s premerom 109 metrov (po širitvi v 2. stoletju) drugo največje tovrstno gledališče na Siciliji (za gledališčem v Sirakuzah); pogosto se uporablja za operne in gledališke predstave ter za koncerte. Večji del prvotnih sedežev je izginil, ohranjen pa je zid, ki je obdajal celotno cavea in tu je ohranjen proskenij z zadnjo steno scene in njenimi dodatki, od katerih so v večini starodavnih gledališč ostali le sledovi. Iz še vedno ohranjenih drobcev arhitekturnih okraskov izvemo, da je bilo v korintskem slogu in bogato okrašeno. Vidni so tudi nekateri deli templja, preurejeni v cerkev San Pancrazio, vendar je zgradba majhna.
Druge znamenitosti so Palazzo Corvaja iz 12. do 14. stoletja, baročna fontana iz leta 1635, cerkev San Domenico, anglikanska cerkev sv. Jurija in občinski vrtovi (Giardini della Villa Comunale)
Palazzo Corvaja nosi ime ene najstarejših plemiških družin v mestu in kaže slogovne značilnosti sicilske romanike, mešanice arabsko-bizantinsko-normanskih slogovnih elementov. Osrednji del palače je kvadratni stolp iz 11. stoletja, edini ohranjeni primer arabskega trdnjavskega stolpa v Evropi. Zgrajena je bila po vzoru Kabe v Meki, ko so se obrambe razširile. V 13. stoletju so stolp povečali z levim krilom, v 14. stoletju pa so zgradili vhodne stopnice v nadstropje. Na ograji pristanka je visok kamnit relief, ki prikazuje Stvarjenje, Padec človeka in Izgon iz raja. V 15. stoletju je bilo dodano desno krilo, kjer se je sestal sicilski parlament. Po drugi svetovni vojni je bila palača v dotrajanem stanju. Obširno so jo prenovili in leta 1960 dodali še eno krilo, v katerem so danes pisarne uprave.
Palazzo Duchi di Santo Stefano je bila rezidenca španske plemiške družine De Spucches, vojvod Santo Stefano. Zgrajena je bila v 14. stoletju in ima slogovne elemente sicilske romanike in gotike. Za objekt je značilen friz črne lave in bele sirakuške skale ob robu strehe. Nad gotskimi dvodelnimi okni so rozete s heksagramom, v srednjem veku obrambni simbol pred demoni in nevarnostjo požara. Palača je med drugo svetovno vojno utrpela hudo škodo. V 60. letih je postala last občine in je bila obnovljena. Danes je tu fundacija Mazzullo, ki prikazuje dela kiparja Giuseppeja Mazzulla.
Palazzo Badia Vecchia je bila v začetku verjetno samostan. Zgrajena je bila tudi v 14. stoletju in je po slogu zelo podobna palači Duca di Santo Stefano. Nad vsakim od treh nadstropij je na fasadi umetniški friz iz lave in sirakuške skale. Tudi okvirji gotskih dvojnih oken so okrašeni s črno-belimi okraski. Palača je od 60. let dvajsetega stoletja v lasti občine Taormina. Leta 1995 so v Badia Vecchia odprli majhen muzej z arheološkimi najdbami iz zasebnih zbirk.
Palazzo Ciampoli je najstarejša palača v Taormini in se zato imenuje tudi Palazzo Vecchio. Izhaja iz 13. stoletja, v 15. stoletju pa je bila obnovljena in razširjena. Na plošči nad glavnim portalom je kot začetek prenove navedeno leto 1412. Dva druga grba nakazujeta, da je bila palača najprej v lasti družine Corvaja, nato družine Ciampoli. Leta 1926 so zaradi rastočega turizma na prostornem vrtu palače zgradili luksuzen hotel. Palača in hotel sta bila leta 1943 skoraj popolnoma uničena. Prenovljena sta bila le glavna fasada in portal.

## Kultura in turizem
Južno od Taormine je naravni rezervat Isola Bella in južneje, ob zalivu, priljubljeno obmorsko letovišče Giardini Naxos. Na voljo so tudi ogledi jam Capo Sant'Andrea.
Mesto Taormina leži na pečini s pogledom na Jonsko morje. Poleg starogrškega gledališča ima še številne stare cerkve, živahne bare, izvrstne restavracije in starinarnice. Santuario Madonna della Rocca je ena takih cerkva. Stoji na pobočju nad mestom in ponuja impresiven pogled na obalo in Etno na jugu ter je dostopna peš po stopničasti poti Salita Castello. Taormina je od največjega aktivnega vulkana v Evropi, oddaljena približno petinštirideset minut vožnje.

## V popularni kulturi
Taormina je navdihnila poimenovanje Toormina predmestju Coffs Harbour v Novem Južnem Walesu v Avstraliji.
Pesem Colea Porterja Where is the Life That Late I Led iz muzikala Kiss Me, Kate se sklicuje na Taormino.
Del filma The Big Blue (1988) je bil postavljen in posnet v Taormini, kjer glavni junaki sodelujejo na svetovnem prvenstvu v brezmejnem potapljanju.
Britanski tekstopisec Mark Knopfler spominja na mesto v svoji pesmi Lights of Taormina v albumu Tracker iz leta 2015.
D. H. Lawrence je svojo pesem Kača podpisal z besedo Taormina - morda kraj njegovega 'malenkostnega' srečanja.

## Pobratena mesta
- Abadan, Kuzestan, Iran